# Ochthebius sidanus
Ochthebius sidanus är en skalbaggsart som beskrevs av Armand D'Orchymont 1942. Ochthebius sidanus ingår i släktet Ochthebius och familjen vattenbrynsbaggar. Inga underarter finns listade i Catalogue of Life.